# Дебарска каза
Дебарска каза је била нижа административна јединица у Османском царству. Била је део Дебарског санџака Битољског вилајета. Центар казе, односно кадилука је био у Дебру у кази је било 109 села и град Дебар.
У кази су становништво чинили Албанци, Торбеши и цигани-муслимани и Словени, у већем броју егзархисти и у мањој мери патријаршисти-односно Срби или србомани како су их егзархисти називали.